# Piblange
Piblange est une commune française située dans le département de la Moselle et le bassin de vie de la Moselle-Est, en région Grand Est.

## Géographie
La commune est composée des quatre villages : Piblange, Bockange, Drogny et Saint-Bernard.

### Communes limitrophes
| Ébersviller  | Hestroff    |           |
|              | Piblange    | Gomelange |
| Saint-Hubert | Burtoncourt | Mégange   |

### Écarts et lieux-dits
- Streiffel.

### Hydrographie
La commune est située dans le bassin versant du Rhin au sein du bassin Rhin-Meuse. Elle est drainée par le ruisseau de Bockange, le ruisseau le Berenbach et le ruisseau le Piblangerbach.

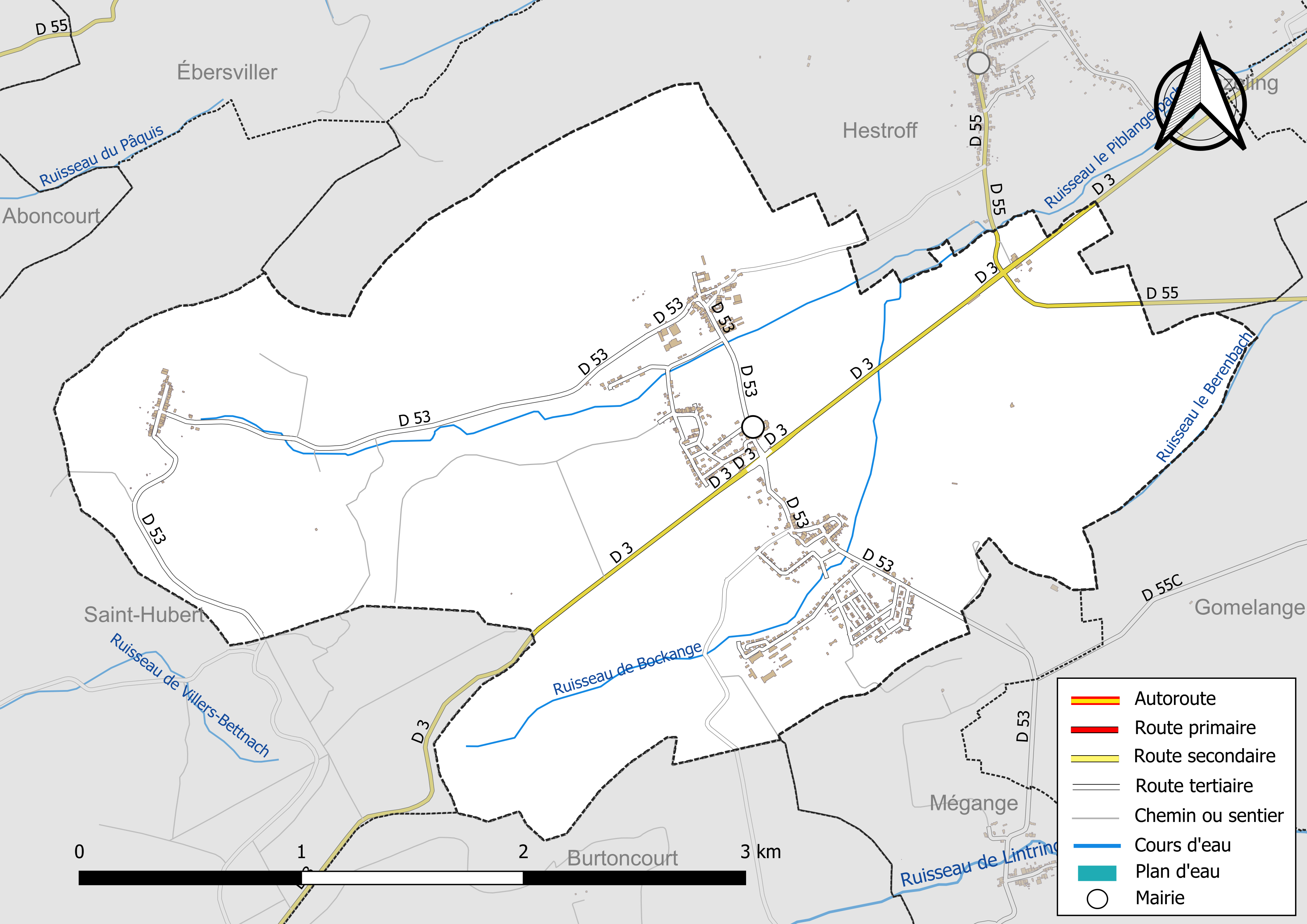
Réseaux hydrographique et routier de Piblange.

### Climat
Pour des articles plus généraux, voir Climat du Grand Est et Climat de la Moselle.
En 2010, le climat de la commune est de type climat des marges montargnardes, selon une étude du Centre national de la recherche scientifique s'appuyant sur une série de données couvrant la période 1971-2000. En 2020, Météo-France publie une typologie des climats de la France métropolitaine dans laquelle la commune est exposée à un climat semi-continental et est dans la région climatique  Lorraine, plateau de Langres, Morvan, caractérisée par un hiver rude (1,5 °C), des vents modérés et des brouillards fréquents en automne et hiver. 
Pour la période 1971-2000, la température annuelle moyenne est de 9,7 °C, avec une amplitude thermique annuelle de 16,7 °C. Le cumul annuel moyen de précipitations est de 822 mm, avec 12,1 jours de précipitations en janvier et 9,5 jours en juillet. Pour la période 1991-2020, la température moyenne annuelle observée sur la station météorologique de Météo-France la plus proche, « Malancourt », sur la commune d'Amnéville à 20 km à vol d'oiseau, est de 10,2 °C et le cumul annuel moyen de précipitations est de 884,1 mm. 
La température maximale relevée sur cette station est de 39,3 °C, atteinte le 25 juillet 2019 ; la température minimale est de −17,9 °C, atteinte le 5 janvier 1985,,. 
Les paramètres climatiques de la commune ont été estimés pour le milieu du siècle (2041-2070) selon différents scénarios d'émission de gaz à effet de serre à partir des nouvelles projections climatiques de référence DRIAS-2020. Ils sont consultables sur un site dédié publié par Météo-France en novembre 2022.

## Urbanisme

### Typologie
Au 1er janvier 2024, Piblange est catégorisée bourg rural, selon la nouvelle grille communale de densité à sept niveaux définie par l'Insee en 2022.
Elle est située hors unité urbaine. Par ailleurs la commune fait partie de l'aire d'attraction de Metz, dont elle est une commune de la couronne,. Cette aire, qui regroupe 245 communes, est catégorisée dans les aires de 200 000 à moins de 700 000 habitants,.

### Occupation des sols
L'occupation des sols de la commune, telle qu'elle ressort de la base de données européenne d’occupation biophysique des sols Corine Land Cover (CLC), est marquée par l'importance des territoires agricoles (74,2 % en 2018), en diminution par rapport à 1990 (78,3 %). La répartition détaillée en 2018 est la suivante : 
terres arables (39,1 %), prairies (30,8 %), forêts (17,4 %), zones urbanisées (8,4 %), zones agricoles hétérogènes (4,3 %). L'évolution de l’occupation des sols de la commune et de ses infrastructures peut être observée sur les différentes représentations cartographiques du territoire : la carte de Cassini (XVIIIe siècle), la carte d'état-major (1820-1866) et les cartes ou photos aériennes de l'IGN pour la période actuelle (1950 à aujourd'hui).

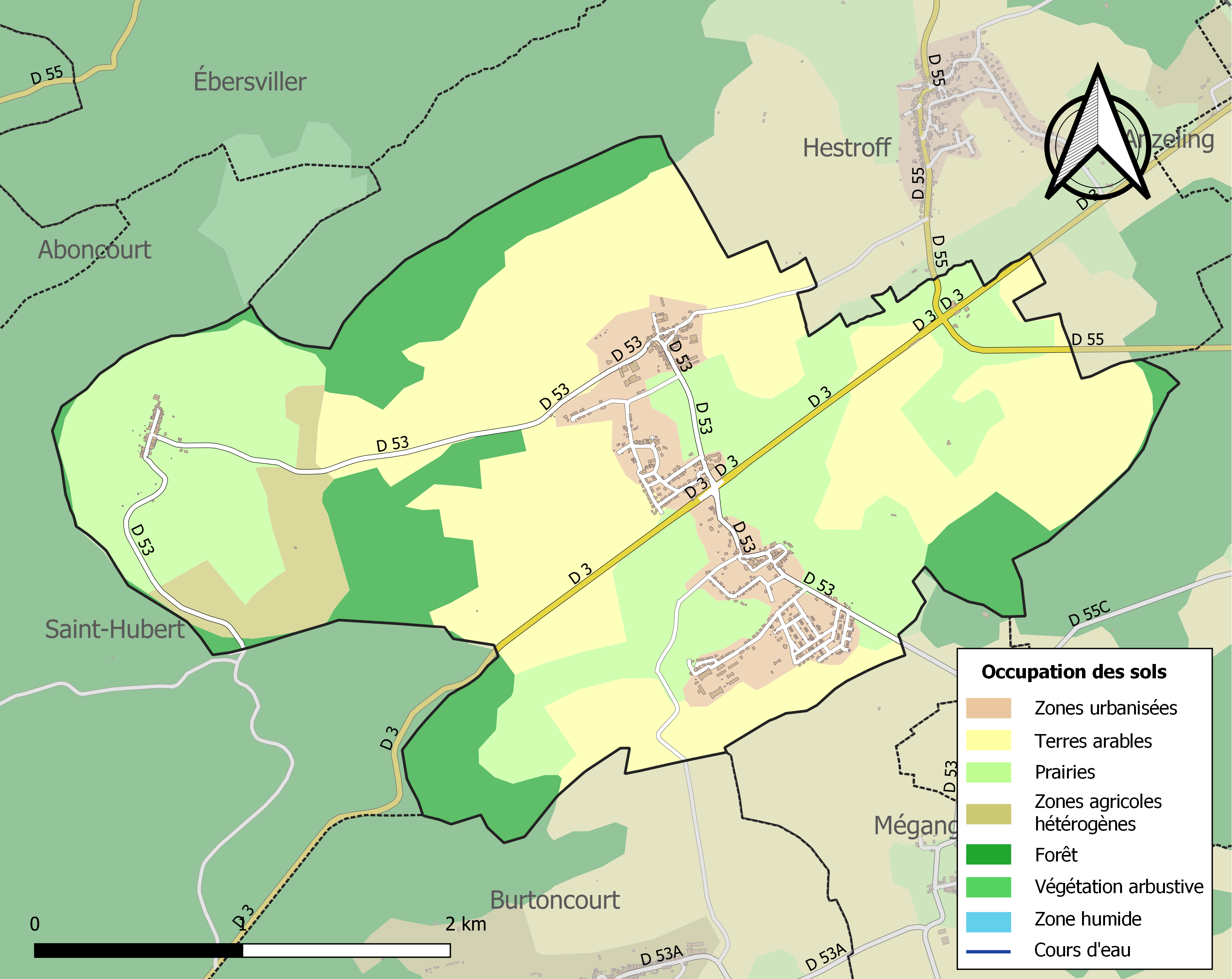
Carte des infrastructures et de l'occupation des sols de la commune en 2018 (CLC).

## Toponymie
- En allemand : Pieblingen[13], en francique lorrain : Piwléngen et Piwlingen.
- Anciennes mentions[13] : Pibilinga (1137), Publanges (1221), Pivilengen (1249), Pivelanges (1270), Pibeleng (1280), Pibelengen (1286), Pieuvelinga et Pieuvelingen (1300), Piveling (1330), Pyvelingen (1362), Pivelinga (1363), Publingen et Bublingen (1594 et 1681), Pieblengen (1689), Piblanche (1756), Piblingen et Publingen (1756), Pivange (carte Cassini), Piblange (1793), Pieblingen (1871-1918).
- Au XIXe siècle, Piblange était également connu au niveau postal sous l'alias de Piblingen[14].

## Histoire
- Dépendait de l'ancienne province de Lorraine, possession de l'abbaye de Villers-Bettnach.
- Piblange a absorbé Drogny entre 1790 et 1794 et Bockange en 1812.
- Saint-Bernard est un village construit en 1629 sur les ruines des hameaux de Ramèse et Remesch[13].

## Politique et administration
Maire de Piblange :
| Période                                  | Période        | Identité          | Étiquette | Qualité                                                                            |
| ---------------------------------------- | -------------- | ----------------- | --------- | ---------------------------------------------------------------------------------- |
| mars 1933                                | mars 1953      | Jean Hesling      |           |                                                                                    |
| mars 1953                                | mars 1959      | Justin Chilles    |           |                                                                                    |
| mars 1959                                | mars 1971      | Joseph Lorrillard |           |                                                                                    |
| mars 1971                                | mars 1989      | Jean Henry        |           |                                                                                    |
| mars 1989                                | mars 2014      | Hubert Georges    |           |                                                                                    |
| mars 2014                                | septembre 2020 | Valéria Febvay    |           | Réélue en mars 2020, décédée en cours de mandat                                    |
| septembre 2020                           | En cours       | Thierry Ujma      |           | Par intérim en tant que 1er adjoint (septembre 2020 - mai 2021) Elu le 30 mai 2021 |
| Les données manquantes sont à compléter. |                |                   |           |                                                                                    |

Maire de Saint-Bernard (depuis 2014, la mairie de Saint-Bernard est intégrée à la mairie de Piblange) :
| Période                                  | Période   | Identité        | Étiquette | Qualité |
| ---------------------------------------- | --------- | --------------- | --------- | ------- |
| mars 2001                                | mars 2008 | Jacques Cordier |           |         |
| mars 2008                                | mars 2014 | Claude Leclerq  |           |         |
| Les données manquantes sont à compléter. |           |                 |           |         |

## Démographie
L'évolution du nombre d'habitants est connue à travers les recensements de la population effectués dans la commune depuis 1793. Pour les communes de moins de 10 000 habitants, une enquête de recensement portant sur toute la population est réalisée tous les cinq ans, les populations de référence des années intermédiaires étant quant à elles estimées par interpolation ou extrapolation. Pour la commune, le premier recensement exhaustif entrant dans le cadre du nouveau dispositif a été réalisé en 2004.

En 2022, la commune comptait 965 habitants, en évolution de −6,31 % par rapport à 2016 (Moselle : +0,52 %, France hors Mayotte : +2,11 %).
| 1793 | 1800 | 1806 | 1821 | 1836 | 1841 | 1861 | 1866 | 1871 |
| ---- | ---- | ---- | ---- | ---- | ---- | ---- | ---- | ---- |
| 287  | 333  | 309  | 519  | 599  | 520  | 450  | 470  | 418  |

| 1875 | 1880 | 1885 | 1890 | 1895 | 1900 | 1905 | 1910 | 1921 |
| ---- | ---- | ---- | ---- | ---- | ---- | ---- | ---- | ---- |
| 385  | 352  | 326  | 330  | 330  | 322  | 796  | 299  | 260  |

| 1926 | 1931 | 1936 | 1946 | 1954 | 1962 | 1968 | 1975 | 1982 |
| ---- | ---- | ---- | ---- | ---- | ---- | ---- | ---- | ---- |
| 268  | 396  | 799  | 300  | 596  | 660  | 439  | 702  | 605  |

| 1990 | 1999 | 2004 | 2006 | 2009 | 2014  | 2019 | 2022 | - |
| ---- | ---- | ---- | ---- | ---- | ----- | ---- | ---- | - |
| 687  | 720  | 804  | 810  | 952  | 1 019 | 974  | 965  | - |

## Culture locale et patrimoine

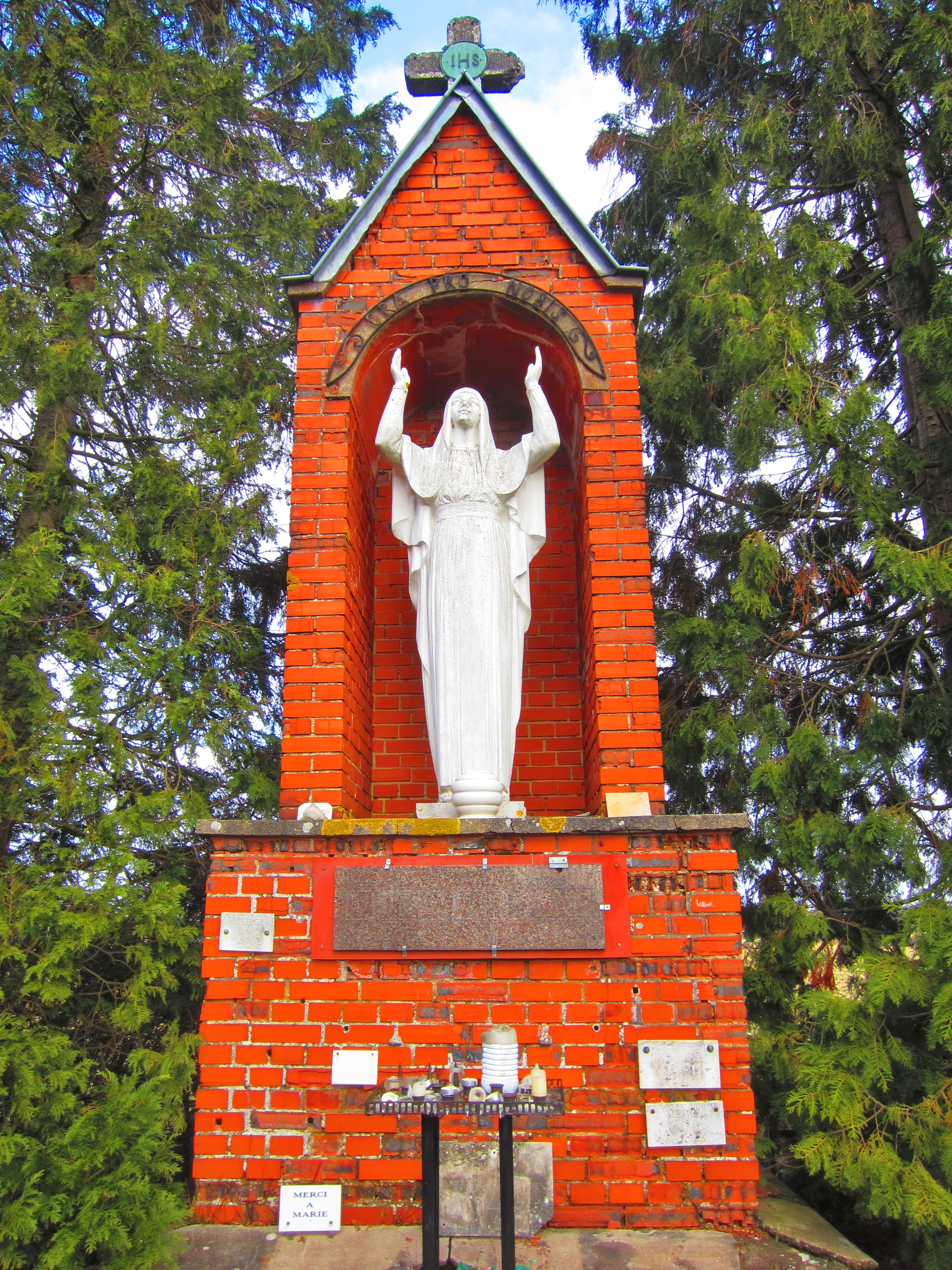
Statue de la Vierge à Piblange.

### Lieux et monuments
- Vestiges gallo-romains : tuiles.

#### Édifices religieux
- Église Saint-Léger de Drogny : nef XVIIIe siècle, chœur polygonal XVe siècle, clés avec blason lorrain ; sacristie XVe siècle, vitraux.
- Statue de la Vierge à Piblange.

#### Ouvrages militaires
- Casernes de la ligne Maginot.
- Abri de Bockange, ouvrage de surface destiné au casernement des troupes ; murs décorés de dessins réalisés par les troupes allemandes en 1944.
- Ouvrage d'Anzeling.
- Camp de Bockange, à quelques centaines de mètres de l'entrée de l'ouvrage d'Anzeling.

### Personnalités liées à la commune
- Diane Febvay (2001-), Miss Lorraine 2020, vivant à Piblange[22]

### Héraldique
| Blason de Piblange | Blason  | D'argent à une croix de gueules, cantonnée de quatre serres d'aigle de sable au dragon d'or en abîme. |
| Blason de Piblange | Détails | Blason adopté par la commune en février 1950.                                                         |